# James Mancham
Sir James Mancham, né le 11 août 1939 à Victoria et mort le 8 janvier 2017 à Glacis, est un homme politique seychellois. Il est Premier ministre de 1970 à 1976, puis le premier président de la république des Seychelles entre le 29 juin 1976 et le 5 juin 1977.

## Biographie
En 1963, Mancham fonde le Parti démocratique seychellois et est nommé ministre en chef de la colonie britannique le 12 novembre 1970. Il conserve son poste lors de l'accession du pays à l'autonomie en 1975 et prend alors officiellement le titre de Premier ministre. Lors de l'indépendance, à laquelle le PDS et Mancham sont longtemps restés opposés, le 29 juin 1976, il devient le premier chef d'État seychellois.
Lors d'une visite à Londres, ancienne métropole de laquelle Mancham reste très proche, son Premier ministre France-Albert René s'empare du pouvoir. Mancham reste en exil au Royaume-Uni et y mène l'opposition mais aussi des tentatives de déstabilisation du gouvernement de France-Albert René. Le 25 novembre 1981 une tentative de coup d'État est perpétrée contre René par un groupe dirigé par l'ancien mercenaire Mike Hoare. Le coup d'État, soutenu, voire organisé, par Mancham, devait remettre ce dernier au pouvoir mais il échoue,.
Mancham revient dans l'archipel en avril 1992 pour les élections multipartites de 1993 et pour se présenter à l'élection présidentielle au nom du PDS. Mancham se fait battre par René à l'élection présidentielle. Il retente sa chance en mars 1998 sans plus de résultat, ne recevant que 13,8 % des voix et la troisième place.
Mancham est aussi l'auteur de deux livres, l'un sur son renversement intitulé Paradise Raped (en français : « paradis violé »), l'autre sur le rôle des Seychelles dans la lutte contre le terrorisme. Il s'est vu décerner en 2010 le Prix international des juristes pour la paix mondiale lors d'une conférence qui avait pour thème le terrorisme mondial.
Il meurt le 8 janvier 2017 à l'âge de 77 ans à son domicile de Glacis.